# Rolfing
El rolfing o altrament anomenat integració estructural és una tècnica terapèutica que reorganitza els teixits connectius del cos humà. El terme que anomena aquesta tècnica terapèutica, fou creat honor a la seva creadora Ida Rolf (1896-1979). Aquesta va obtenir un doctorat en bioquímica del College of Physicians and Surgeons de Columbia University l’any 1920 i malgrat totes les dificultats per seguir treballant en el camp de la ciència pel sol fet de ser dona va seguir estudiant química orgànica al Rockefeller Institute. Per culpa de greus problemes de salut la Dra. Rolf i de la dels seus fills, es va entregar a la investigació d’alternatives terapèutiques per trobar-se millor, i així va ser com a través de provar i fallar i de molt errors va arribar a descobrir els beneficis de manipular la Fàscia, o el teixits connectiu del cos, per alinear-los amb la gravetat. És a dir, el rolfing és un procés terapèutic holístic que beneficia tant el cos com la ment.

## Base conceptual
“Aquest és l’evangeli de Rolfing: quan el comença a funcionar adequadament, la força de la gravetat pot fluir. Aleshores, espontàniament, el cos es cura a si mateix”.
La Dra. Rolf va descobrir aquesta tècnica gràcies a la seva habilitat per processar i formular hipòtesis, però també perquè havia practicat el ioga i havia experimentat grans millores de salut gràcies a l'osteopatia. Així doncs, la filosofia del Rolfing cerca alliberar la tensió de l'estructura musculoesquelètica. Més concretament, es basa en alinear el cos amb la gravetat.
Durant el 1920, la Ida pertanyia a un grup que practicava posicions de ioga. El seu mestre, Pierre Bernard, tenia una centre a Nyack, Nova York. L’objectiu de la pràctica era d’augmentar l’espai entre les articulacions del cos. És a dir, la creença d’aquesta pràctica és que els cossos s’han d’estirar per assolir l’equilibri. Per això és imprescindible fer torsions i estiraments. O sigui, el Rolfing agafa prestada la idea del hatha ioga que els cossos s’han d’estirar per assolir un equilibri sa.
Ara bé, treballant amb els primers pacients es va adonar que no n’hi havia prou amb les posicions de ioga. Calia alguna cosa per ajudar a donar espai a les articulacions quan el cos no se’n sortia. Les classes de la Amy Cochran, una osteòpata molt coneguda de Califòrnia, entre molts altres, li va proporcionar l’element que li faltava, la manipulació. Quan un rolfer estira els teixits tous del cos fa servir ungles, dits i colzes per allargar-los. Tant és així, que en Frederick Perls descriu la Dra. Rolf com la “Sra. Colze” i la pràctica del rolfing com un “reacondicionament total”.
En resum, el mètode del Rolfing és una tècnica que treballa els teixits tous del pacient, com els músculs, lligaments i tendons, per alinear-los amb la gravetat.,8 És a dir, el cos és com una casa. Si una porta no tanca bé, no n’hi ha prou en penjar una altra porta, sino que cal investigar si la casa s’ha mogut, per tal d’instal·lar correctament la porta. La base conceptual del Rolfing és aquesta. A vegades hi ha músculs que són massa curts i, per tant, cal treballar aquests teixits per donar-los més llargada i que deixin de moure l’estructura òssea.

## Origen
Aquesta tècnica va començar d’una manera atzarosa. Tot va començar cap a l’any 1930, quan la Dra. Rolf estava buscant una escola de música pels seus infants. Preguntant a coneguts, va trobar una escola anomenada Ethical Culture School, que feia treball poc usual amb la música. Al fer la visita de l’escola, li van parlar d’una mestra de música, la Ethel, que creien li agradaria molt. Però, que degut a una lesió a una mà i en un braç, ja no podia donar classes de piano. La Dra. Rolf va anar-la a conèixer. Després de parlar una estona amb la Ethel, les dues dones van acordar un tracte, si la Ida millorava les condicions de vida d'Ethel, la Ethel els donaria classes als seus infants.
Així va néixer el rolfing. La Dra. Rolf, que practicava ioga, havia après osteopatia i tenia coneixements bàsics d’homeopatia, va fer-li quatre sessions “de ioga” a la Ethel. En acabat, la Ethel va poder tornar a exercir com a mestra de música.És clar, la Ethel coneixia altres persones que tampoc havien trobat ajuda per les seves respectives lesions. Gràcies al boca orella, ben aviat, la Dra. Rolf tenia cua.
Al tenir una formació en ciències pures i molta experiència en el treball de laboratori que requereix observació, formulació d’hipòtesi i conclusions, la Dra. Rolf va descobrir que quan el Cos humà té una estructura integrada, està més sa, tant físicament com psicològicament. És a dir, va concloure que el cos humà té capacitat per curarse a ell mateix quan s’alinea la postura amb la gravetat.

## Creadora
La Ida Pauline Rolf va néixer i créixer al Bronx, barri de la ciutat de Nova York, l’any 1896. Es va graduar al Barnard College l’any 1916 en plena Primera Guerra Mundial. Com que hi havia molts homes lluitant a la guerra i faltava personal tècnic qualificat per treballar en els laboratoris del Rockefeller Institute, se li va donar una oportunitat poc usual a l’època, treballar-hi mentre continuava estudiant el seu doctorat. Fou així com es doctorà en bioquímica del College of Physicians and Surgeons de Columbia University i exercí uns anys de professora associada. Però, als anys 20, degut a raons familiars deixa la seva carrera acadèmica.
Déu no va baixar i m’ho va revelar; ho vaig haver de descobrir amb molts anys d’experiència. El treball va ser primer; la inspiració va venir més tard.
La Dra. Rolf no es va proposar mai descobrir o inventar una tècnica terapèutica. Senzillament va ser fruit d’una cadena d’esdeveniments. Abans de conèixer l'Ethel i els seus problemes de salut, la Dra. Rolf havia patit els seus propis problemes de salut. En un viatge a Colorado, un cavall li va donar una coça i arrel d’aquest cop va començar a tenir símptomes que semblaven de pulmonia. Després de molts dies a més de quaranta de febre, finalment, va poder arribar a un hospital, i malgrat que la febre va desaparèixer es va quedar molt feble sense poder caminar i tenia moltes dificultats per respirar., 9. Així va començar anar de metge en metge buscant la manera de trobar-se millor, va conèixer el Dr. Thomas Morrison, un osteópata, que la va ajudar.

## Tècnica
Cap al 1950 la Dra. Rolf estructura la pràctica en deu sessions de treball, que van de tractaments superficials a més profunds, per tornar el cos cap a l’equilibri.
El cos no és una unitat, sinó que com demostra la foto és una agrupació d’unitats: el cap, el Tòrax, la pelvis, les cames.És la suma total de les parts és el cos. El rolfing canvia la forma com interactuen les unitats perquè manipula els teixits que les uneixen. Quan un rolfer manipula el col·lagen, que per naturalesa és resilient, elàstic i plàstic, alineant les unitats amb relació a la gravetat.Com que el rolfer no pot canviar la gravetat però pot alinear les unitats que formen el cos amb la gravetat. Ès a dir, la gravetat és l’eina del rolfer.
La desorganització funcional també és el resultat de la gravetat, perquè tots els cossos compensen.Qualsevol arquitecte sap construir contra la gravetat. De la mateixa manera, la gravetat també afecta el cos. Segons el rolfing, qualsevol problema mecànic té a veure amb la gravetat. Per això els rolfers integren les unitats del cos però no restauren res. També és per això que la Dra. Rolf qualificava la pràctica d’educació i no de teràpia.

## Efectivitat i recepció
A causa de la seva dependència de conceptes vitals i de les seves proposicions sense evidència sobre la connexió entre la manipulació física i la psicologia, Rolfing es classifica com una pseudociència, i la seva pràctica s'ha caracteritzat com a charlatanisme.
Escrivint per a Science-Based Medicine, l'advocat Jann Bellamy escriu que als Estats Units d'Amèrica el públic està inadequadament protegit de les pràctiques de carrosseria com el Rolfing a causa de la manca de supervisió independent; en canvi, la regulació es porta a terme dins d'un sistema de "bucle tancat" per organismes com el National Certification Board for Therapeutic Massage and Bodywork. El 2015 el Departament de Salut del govern australià va publicar una revisió de 17 teràpies alternatives, inclòs Rolfing, que va concloure que no es va trobar cap evidència clara d'eficàcia. En conseqüència, el 2017 el govern australià va nomenar Rolfing com una pràctica que no es qualificaria per a la subvenció d'assegurances, per garantir el millor ús dels fons d'assegurances. Els defensors de Rolfing afirmen que es pot utilitzar per alleujar el dolor. Tanmateix, l'enfocament de Rolfing en "l'alineació" adequada de les estructures del cos no reflecteix la ciència moderna sobre el dolor.
La Societat Americana del Càncer diu que les manipulacions profundes dels teixits tous com les que s'utilitzen a Rolfing són una preocupació si es practiquen en persones amb càncer a prop de llocs tumorals.
El 2010 The New York Times va informar que Rolfing estava gaudint d'un "ressorgiment" després d'un aval de Mehmet Oz a The Oprah Winfrey Show.
El 2019 una taxonomia de "estafes a Internet" va identificar que Rolfing s'havia utilitzat per a afirmacions enganyoses sobre alleujar problemes gastrointestinals mitjançant la "reestructuració" del teixit muscular.